# Orestias gymnotus
Orestias gymnotus är en fiskart som beskrevs av Parenti, 1984. Orestias gymnotus ingår i släktet Orestias och familjen Cyprinodontidae. Inga underarter finns listade i Catalogue of Life.